# Рифф-Рафф
«Рифф-Рафф» (альтернативный вариант — «Отбросы общества»; англ. Riff-Raff) — художественный фильм, снятый британским режиссёром Кеном Лоучем в 1991 году.

## Сюжет
Герои фильма — разнорабочие, случайно встретившиеся на строительной площадке реконструируемого жилого дома в Лондоне. Приехавшие в поисках работы со всей страны, они вынуждены вести полулегальную жизнь, регистрируясь под вымышленными именами и находя кров в брошенном жилье.
Один из них, Стив, знакомится с девушкой, мечтающей о карьере певицы. Бесконечные прослушивания не приносят желаемого успеха. Нервные срывы Сьюзен и её пристрастие к наркотикам приводят к болезненному для обоих расставанию.
На стройке в конце дня по трагической случайности с незакреплённых лесов сорвался рабочий. Виновный в происшедшем прораб после приезда медиков отстранился от случившегося. Желая отомстить, Стив с товарищем пробираются ночью в подсобку и поджигают ремонтируемый ими дом.

## В ролях
- Роберт Карлайл — Стив
- Эмер Маккорт — Сьюзен
- Джим Р. Коулмэн — Шем
- Джордж Мосс — Мо
- Рикки Томлинсон — Ларри
- Дэвид Финч — Кевин
- Дерек Янг — Десмонд
- Билл Мурз — Смёрф

## Награды и номинации
- 1991 — Специальный приз международной федерации кинопрессы на Каннском кинофестивале (Кен Лоуч)[1].
- 1991 — Премия European Film Awards за лучший европейский фильм (Салли Хиббин)[2], а также номинация в категории «Лучшая мужская роль второго плана» (Рикки Томлинсон)[3].
- 1992 — номинация на «Европейскую серебряную ленту» Итальянского национального синдиката киножурналистов.
- 1993 — Номинация на премию «Гойя» за лучший европейский фильм (Кен Лоуч)[4].
- 1993 — Специальный приз фестиваля Prix Italia[5].